# 乙酸锶
乙酸锶是一种乙酸盐，化学式为Sr(CH3COO)2，是可溶于水的白色粉末。它可由碳酸锶和乙酸的反应制备。它可用于制备其它锶化合物，也在牙科材料中有应用。